# Ali Farka Touré
Ali Ibrahim „Ali Farka” Touré (1939. október 31. – 2006. március 6.) egy sok hangszeren játszó Mali származású énekes, az afrikai kontinens egyik leghíresebb zenésze. Zenéje a hagyományos mali zene és az észak-amerikai blues találkájának szülötte.
Touré a 76. helyen szerepel a Rolling Stone Magazin listáján: (Minden idők 100 legjobb gitárosának listája (Rolling Stone magazin); és 37. a Spin magazin „Minden idők legjobb gitárosai” listáján.

## Pályakép
Ali Farka Touré nemesi családba született. Tizedik gyerek volt, de az egyetlen, aki túlélte a csecsemőkort. Az apja a második világháború alatt halt meg.
Ali egy farmon nőtt fel, iskolába nem járt. Taxisofőrként, autószerelőként, vízi mentősként dolgozott. Az első hangszerét, egy gitárszerű egyhúros djerkelt tizenkét évesen kapta. Hamarosan falusi zenés összejövetelek főszereplőjévé vált.
Tehetségesnek bizonyult az egyhúros hegedűn (ndzsarka), a négyhúros lanton (n'goni) és a bambuszfuvolán is.
Tizenhét éves volt, amikor a Guineai Nemzeti Balett társulatában meghallotta játszani Fodéba Keïta-t. Akkor eldöntötte, hogy szintén gitáros lesz. Csak amikor 1968-ban Szófiában Malit képviselte, tudott végre venni magának egy rendes gitárt.
Szülőfalujában 2003-ban polgármesternek választották.
Ali azok közé a muzsikusok közé tartozott, akikről úgy vélték, hogy képesek kapcsolatot teremteni a Niger szellemeivel.

## Lemezek
- 1976 – Ali Touré Farka
- 1976 – Spécial Biennale du Mali
- 1978 – Biennale
- 1979 – Ali Touré Farka
- 1980 – Ali Touré dit Farka
- 1984 – Ali Farka Touré (Red)
- 1988 – Ali Farka Touré (Green)
- 1988 – Ali Farka Touré
- 1990 – African Blues
- 1990 – The River
- 1992 – The Source
- 1994 – Talking Timbuktu
- 1995 – The Rough Guide to West African Music
- 1996 – Radio Mali
- 1999 – Niafunké
- 2002 – Mississippi to Mali
- 2004 – Red&Green
- 2005 – In the Heart of the Moon
- 2006 – Savane
- 2010 – Ali and Toumani